# Håret flitteraks
Håret flitteraks (Melica ciliata) er en græsart med en stift opret, tueformet vækst. Med de hvide frøstande er planten et ofte set indslag i de områder, danske turister besøger i Sydeuropa.

## Beskrivelse
Håret flitteraks er en græsart med en stift opret, tueformet vækst. Bladene er linjeformede med hel rand. De er som regel flade, men under tørke bliver de cylindrisk indrullede og børsteagtige. Bladskederne er hårløse og har ingen udvækster. De blomsterbærende stængler er leddelte (med "knæ"), hule, ru og runde i tværsnit. 
Blomstringen sker i juni-juli, hvor man ser de blomsterbærende stængler med deres aksagtige toppe hæve sig højt over tuen. Sideforgreningerne i toppen er ganske korte og tilliggende. Småaksene bærer både hunlige, hanlige og sterile blomster. Ved modningen bliver avnerne hvide og lodne på grund af strittende hår. Frøene er korn, som spirer villigt under de rette vækstbetingelser (se nedenfor).
Rodnettet er trævlet, men når både dybt ned og langt ud.
Højde x bredde og årlig tilvækst: 0,60 x 0,40 m (60 x 40 cm/år), heri ikke medregnet de blomsterbærende stængler, som når langt op over bladtuen.

## Hjemsted
Håret flitteraks er udbredt i Mellemøsten, Lilleasien, Kaukasus og det vestlige og sydlige Europa. I Norden findes den kun i Finland og spredt på kalkbund i Sverige. Overalt foretrækker den en solrig vokseplads, hvor jorden er gruset og kalkrig, men fattig på humus og mineralske salte. 
På den vestligste forpost af de eurasiske steppeområder, den pannoniske steppe Ved Neusiedler See i delstaten Burgenland, Østrig, findes arten sammen med bl.a. fjergræs, hjertegræs, svalerod, bidende stenurt, blodrød storkenæb, engguldstjerne, grenet edderkopurt, gul rundbælg, gul snerre, hvid diktam, hvid stenurt, høsttidløs, knoldet mjødurt, lav iris, nikkende kobjælde, rundhovedrapunsel, småblomstret salvie, sommeranemone, steppestar, vellugtende gulaks, østrigsk hør og østrigsk ærenpris
| Portal | Portal:Botanik |

## Note
1. ↑  Luise Schratt-Ehrendorfer: Die Pflanzenwelt der Steppen Niederösterreichs Arkiveret 19. februar 2014 hos  Wayback Machine (tysk). Se i øvrigt et mere omfattende artsregister for den pannoniske steppe under Burgenland